# گاماش
گاماش (به مجاری:  Gamás) یک منطقهٔ مسکونی در مجارستان است که در ناحیه فونیود واقع شده‌است. گاماش ۴۲٫۹۲ کیلومتر مربع مساحت و ۷۴۲ نفر جمعیت دارد.